# القبة (نابل)

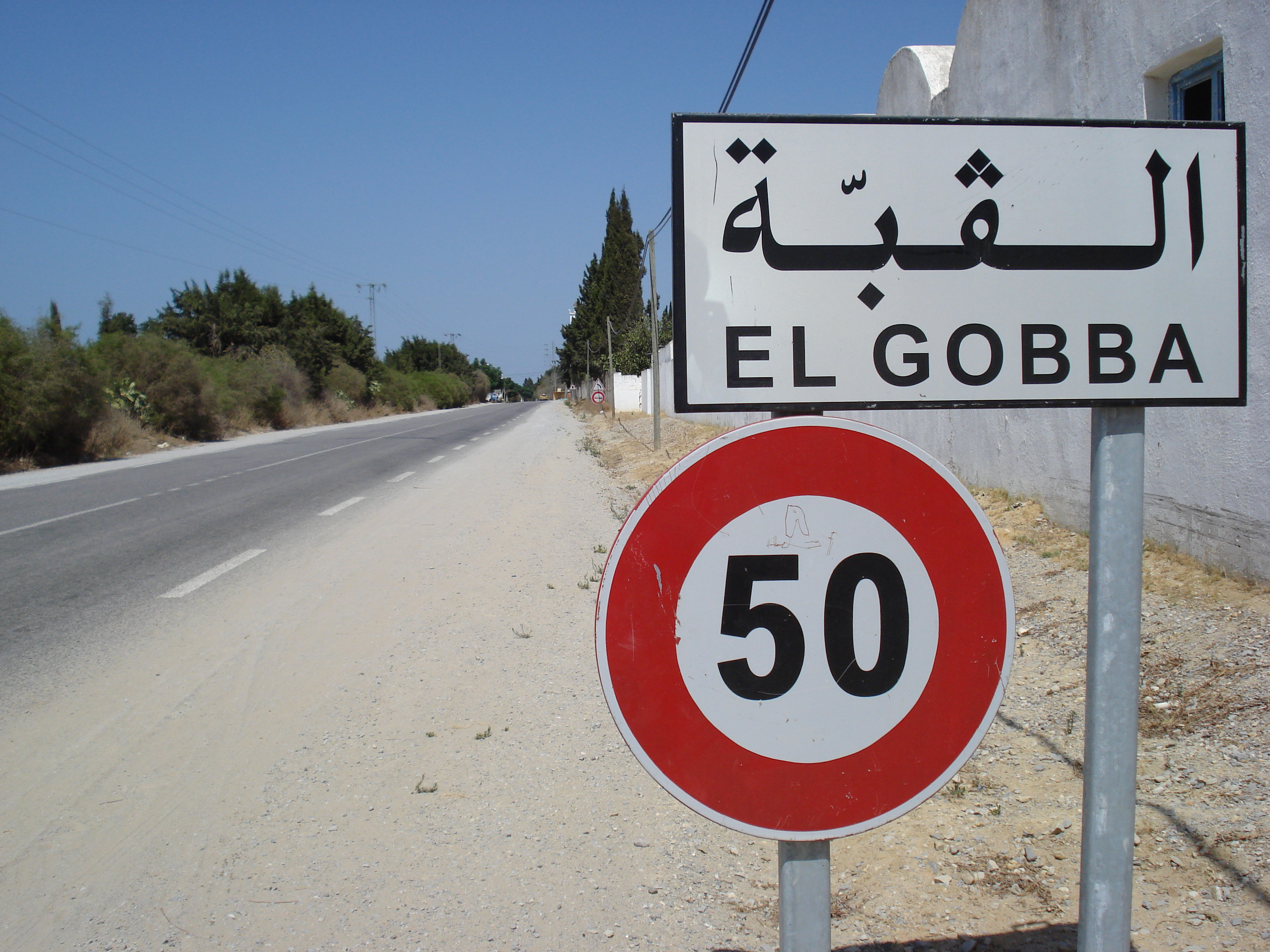
مدخل قرية القبّة

الڤُبّة إحدى قرى الجمهورية التونسية، تقع في ولاية نابل.

### مواضيع ذات علاقة
- ولاية نابل.